# Stamen Grigorov
Stamen Grigorov (Studen izvor, 27 de outubro de 1878 - Sofia, 27 de outubro de 1945) foi um médico e microbiólogo búlgaro. A ele é creditada a descoberta do bacilo Lactobacillus bulgaricus, que é responsável pela criação do iogurte.

## Biografia
Stamen nasceu na pequena vila de Studen izvor, cerca de 90km ao sul da capital Sofia, em 1878. Pouco se sabe sobre infância e adolescência, apenas que ele era o nono filho de 12 crianças e que terminou o ensino médio em Sofia e depois foi para Montpellier, na França, estudar ciências naturais. Em seguida, estudou medicina na Universidade de Genebra, na Suíça.

## Carreira
Em 1905, com apenas 27 anos, o já médico Stamen fez a descoberta pela qual é mais conhecido. No laboratório de microbiologia do professor Léon Massol, em Genebra, ele descobriu que uma certa cepa de bacilo era o responsável pelo surgimento do iogurte natural a partir da fermentação do leite. Em reconhecimento, a comunidade científica nomeou a cepa do bacilo de Lactobacillus bulgaricus.
Com sua pesquisa, vários institutos pelo mundo provaram que o iogurte búlgaro auxilia no tratamento de diversas doenças como aquelas que levam a infecções de ouvido e garganta, problemas de intestino e estômago, úlceras, tuberculose, problemas ginecológicos, fadiga entre outros. O iogurte búlgaro é rico em vitaminas, como as vitaminas B1, B2, C, A, D, E, PP, B12, além da lactose e da proteína do leite, que também agem como substâncias estimulantes. Em sua variedade original, o iogurte búlgaro só pode ser produzido na Bulgária e em algumas regiões dos Bálcãs, pois em outras regiões o bacilo degenera rapidamente, perdendo suas qualidades.
Professor Masol o nomeou seu assistente depois da descoberta. Stamen teve vários convites para lecionar em instituições pelo mundo, como a direção do Instituto Pasteur, em São Paulo, professor na Universidade de Genebra, mas ele acabou voltando para a região onde nasceu, na província de Pernik, onde começou a trabalhar como médico e a desenvolver uma vacina contra a tuberculose. Um pouco antes, dois franceses, Albert Kalmet e Kamay Geren, descobriram a BCG, vacina que é aplicada ainda hoje. Em algum momento ele se casou com uma mulher da região, chamada Darina, com quem teve quatro filhos. Também atuou como médico em várias guerras, como a Guerra dos Bálcãs e a Primeira Guerra Mundial. No front, ele salvou a vida de vários soldados ao perceber que aqueles que comiam pão mofado não contraíam cólera, pois o mofo continha penicilina.
A vacina de tuberculose de Stamen era mais segura para os pacientes, tanto que em 1935, ele recebeu um convite para palestrar em Milão, onde também haveria condições de testar sua vacina em pacientes. Os italianos chamaram seu tratamento de cura bulgara e aqueles tratados por Stamen de bulgari.
Em 1944, com o golpe de Estado e o intenso bombardeio na cidade, Stamen voltou para casa para se juntar à família. Seu trabalho na Itália foi continuado por seu filho, também médico, Alexander Grigorov. Stamen queria se estabelecer com a família em Sofia, mas conflitos ainda ocorriam na capital. Eles então se alojaram na cidade de Novoseltsi, hoje a cidade de Elin Pelin.

## Morte
Stamen Grigorov morreu em 27 de outubro de 1945, em Sofia, aos 67 anos.

## Homenagem
A geleira Grigorov, na Ilha Brabant, na Antártida, foi nomeada em sua homenagem.